# Městské muzeum Ledeč nad Sázavou
Městské muzeum Ledeč nad Sázavou je vlastivědné muzeum umístěné na ledečském zámku.

## Historie
Muzeum v Ledči nad Sázavou bylo založeno 28. září 1911 členy muzejního spolku z Dolních Kralovic, posléze byly sbírky přestěhovány do ledečského hradu. Samotné muzeum bylo organizačně začleněno pod provozovatele hradu 1. dubna 2015.

## Expozice
Expozice historie města je umístěna v prostorách hradu a je prezentována ve stylu třicátých let 20. století. Nachází se v přízemí Malého paláce hradu. Její součástí byly dvě výstavní místnosti, galerie a depozitář. Muzeujní okruh má celkem pět místností a to včetně rekonstruovaného salonku s nábytkem z 19. století. Součástí expozice jsou sbírky z historie města (archeologie, etnografie a podobně), sbírka prací místních řemeslníků a také numismatická sbírka. Část expozice tvoří sbírka chladných zbraní rytíře Josefa Schtanglera ze zámečku v Horce nad Sázavou.